# A Band in Upperworld
A Band in Upperworld är ett livealbum med den franska symfoniska progressiv metal-gruppen Adagio och släpptes 2004 av skivbolaget Avalon. Albumet återutgavs 2010 av skivbolaget XIII Bis Records. Återutgåvan innehåller en bonus-CD med fyra spår.
Albumet spelades in under en konsert i Elysée Montmartre i Paris 17 februari 2004.

## Låtar på albumet
CD 1 (2004- och 2010-utgåvor)
1. "Introïtus" (instrumental) – 1:22
2. "Second Sight" – 6:07
3. "Chosen" – 8:43
4. "The Stringless Violin" – 6:32
5. "From My Sleep...to Someone Else" – 7:47
6. "Promisses" – 5:14
7. "Seven Lands of Sins" – 14:02
8. "Panem et Circences" (bonusspår på Japan-utgåvan) – 6:18
9. "In Nomine..." – 6:24

CD 2 (2010-utgåvan)
1. "Panem et Circences" – 6:18
2. "Missa Aeterna" – 6:38
3. "Chosen" (demo-version) – 7:56
4. "The Stringless Violin" (demo-version) – 5:16

## Medverkande
Musiker (Adagio-medlemmar)
- Stéphan Forté – gitarr
- David Readman – sång
- Kevin Codfert – keyboard
- Franck Hermanny – basgitarr
- Eric Lebailly – trummor

Produktion
- Adagio – producent
- Markus Teske – ljudtekniker, ljudmix, mastering
- Stéphan Forté – ljudmix
- Perrine Perez Fuentes – omslagskonst